# División de Honor Juvenil de España 2017-18
La temporada 2017-18 fue la 32.ª edición de la División de Honor Juvenil de España, la cual corresponde a la máxima categoría de los equipos sub-19 de España. La competencia se inició el 3 de septiembre de 2017 y finalizó su fase regular el 8 de abril de 2018.

## Sistema de competición
Para esta edición del campeonato son 114 equipos quienes conforman los siete grupos en competencia de 16 a 18 equipos cada uno, los cuales son compuestos según criterios de proximidad geográfica.
- Grupo I: Asturias, Cantabria y Galicia
- Grupo II: Aragón, País Vasco, La Rioja y Navarra
- Grupo III: Aragón, Baleares, Cataluña
- Grupo IV: Andalucía, Ceuta y Melilla
- Grupo V: Castilla y León, Comunidad de Madrid y Extremadura
- Grupo VI: Islas Canarias
- Grupo VII: Castilla-La Mancha, Comunidad de Madrid, Comunidad Valenciana y Región de Murcia

Siguiendo un sistema de liga, los equipos de cada grupo se enfrentan todos contra todos en dos ocasiones, en campo propio y contrario. El ganador de un partido obtiene tres puntos mientras que el perdedor suma ninguno, y en caso de un empate cada equipo consigue un punto.

### La categoría juvenil
El reglamento de la Real Federación Española de Fútbol establece que la licencia de futbolista juvenil corresponde a los que cumplan diecisiete años a partir del primero de enero de la temporada de que se trate, hasta la finalización de la temporada en que cumplan los diecinueve.

## Tablas de clasificación

### Grupo I
| Pos. | Equipo                 | Pts. | PJ | G  | E  | P  | GF | GC | Dif. | Clasificación 2017-18                          |
| ---- | ---------------------- | ---- | -- | -- | -- | -- | -- | -- | ---- | ---------------------------------------------- |
| 1    | Sporting de Gijón      | 70   | 30 | 21 | 7  | 2  | 77 | 27 | +50  | Clasificado a Copa de Campeones y Copa del Rey |
| 2    | Deportivo La Coruña    | 68   | 30 | 21 | 5  | 4  | 83 | 22 | +61  | Clasificado a Copa del Rey 2018                |
| 3    | Celta de Vigo          | 65   | 30 | 19 | 8  | 3  | 70 | 33 | +37  |                                                |
| 4    | Racing de Santander    | 59   | 30 | 19 | 2  | 9  | 66 | 37 | +29  |                                                |
| 5    | Real Oviedo            | 54   | 30 | 16 | 6  | 8  | 56 | 33 | +23  |                                                |
| 6    | CD Roces               | 46   | 30 | 12 | 10 | 8  | 50 | 45 | +5   |                                                |
| 7    | Club Bansander         | 44   | 30 | 13 | 5  | 12 | 59 | 58 | +1   |                                                |
| 8    | Pontevedra CF          | 44   | 30 | 11 | 11 | 8  | 44 | 38 | +6   |                                                |
| 9    | CD Lugo                | 40   | 30 | 11 | 7  | 12 | 34 | 46 | −12  |                                                |
| 10   | Atlético Perines]]     | 38   | 30 | 10 | 8  | 12 | 32 | 45 | −13  |                                                |
| 11   | ED Val Miñor           | 30   | 30 | 8  | 6  | 16 | 44 | 64 | −20  |                                                |
| 12   | Alondras CF            | 27   | 30 | 7  | 6  | 17 | 38 | 61 | −23  |                                                |
| 13   | Deportivo Areosa       | 25   | 30 | 6  | 7  | 17 | 37 | 76 | −39  | Descendido a Liga Nacional 2018-19             |
| 14   | SD Llano 2000          | 23   | 30 | 5  | 8  | 17 | 33 | 59 | −26  | Descendido a Liga Nacional 2018-19             |
| 15   | Santiago de Compostela | 18   | 30 | 4  | 6  | 20 | 31 | 65 | −34  | Descendido a Liga Nacional 2018-19             |
| 16   | Racing Vilalbés        | 16   | 30 | 4  | 4  | 22 | 29 | 74 | −45  | Descendido a Liga Nacional 2018-19             |

Actualizado a los partidos jugados el Finalizado.
 Fuente: 
Criterios de clasificación: Puntos · Enfrentamientos directos · Diferencia de goles · Goles a favor · Puntos fair-play · Play-off.

### Grupo II
| Pos. | Equipo           | Pts. | PJ | G  | E  | P  | GF | GC | Dif. | Clasificación 2017-18                          |
| ---- | ---------------- | ---- | -- | -- | -- | -- | -- | -- | ---- | ---------------------------------------------- |
| 1    | Athletic Club    | 70   | 30 | 22 | 4  | 4  | 92 | 45 | +47  | Clasificado a Copa de Campeones y Copa del Rey |
| 2    | Real Sociedad    | 67   | 30 | 21 | 4  | 5  | 79 | 37 | +42  | Clasificado a Copa del Rey 2018                |
| 3    | Deportivo Alavés | 58   | 30 | 17 | 7  | 6  | 79 | 38 | +41  |                                                |
| 4    | SD Eibar         | 52   | 30 | 15 | 7  | 8  | 52 | 42 | +10  |                                                |
| 5    | Danok Bat CF     | 48   | 30 | 13 | 9  | 8  | 53 | 39 | +14  |                                                |
| 6    | UDC Txantrea     | 46   | 30 | 13 | 7  | 10 | 57 | 50 | +7   |                                                |
| 7    | AD San Juan      | 43   | 30 | 11 | 10 | 9  | 31 | 40 | −9   |                                                |
| 8    | Antiguoko        | 37   | 30 | 8  | 13 | 9  | 43 | 47 | −4   |                                                |
| 9    | CD Numancia      | 35   | 30 | 10 | 5  | 15 | 45 | 53 | −8   |                                                |
| 10   | CA Osasuna       | 35   | 30 | 10 | 5  | 15 | 40 | 40 | 0    |                                                |
| 11   | CD Pamplona      | 34   | 30 | 8  | 10 | 12 | 40 | 53 | −13  |                                                |
| 12   | CD Getxo         | 32   | 30 | 9  | 5  | 16 | 44 | 63 | −19  |                                                |
| 13   | CD Hernani       | 31   | 30 | 8  | 7  | 15 | 46 | 63 | −17  | Descendido a Liga Nacional 2018-19             |
| 14   | Arenas Club      | 27   | 30 | 6  | 9  | 15 | 46 | 66 | −20  | Descendido a Liga Nacional 2018-19             |
| 15   | UD Logroñés      | 26   | 30 | 7  | 5  | 18 | 29 | 57 | −28  | Descendido a Liga Nacional 2018-19             |
| 16   | CD Varea         | 21   | 30 | 4  | 9  | 17 | 32 | 75 | −43  | Descendido a Liga Nacional 2018-19             |

Actualizado a los partidos jugados el Finalizado.
 Fuente: 
Criterios de clasificación: Puntos · Enfrentamientos directos · Diferencia de goles · Goles a favor · Puntos fair-play · Play-off.

### Grupo III
| Pos. | Equipo                 | Pts. | PJ | G  | E  | P  | GF | GC | Dif. | Clasificación 2017-18                          |
| ---- | ---------------------- | ---- | -- | -- | -- | -- | -- | -- | ---- | ---------------------------------------------- |
| 1    | FC Barcelona           | 72   | 30 | 22 | 6  | 2  | 74 | 18 | +56  | Clasificado a Copa de Campeones y Copa del Rey |
| 2    | Real Zaragoza          | 66   | 30 | 21 | 3  | 6  | 66 | 28 | +38  | Clasificado a Copa del Rey 2018                |
| 3    | RCD Mallorca           | 63   | 30 | 20 | 3  | 7  | 59 | 29 | +30  |                                                |
| 4    | Girona FC              | 59   | 30 | 19 | 2  | 9  | 59 | 35 | +24  |                                                |
| 5    | RCD Espanyol           | 54   | 30 | 15 | 9  | 6  | 62 | 26 | +36  |                                                |
| 6    | EM El Olivar           | 50   | 30 | 13 | 11 | 6  | 32 | 32 | 0    |                                                |
| 7    | UE Cornellà            | 46   | 30 | 13 | 7  | 10 | 34 | 27 | +7   |                                                |
| 8    | CD San Francisco       | 41   | 30 | 10 | 11 | 9  | 34 | 33 | +1   |                                                |
| 9    | CE Manacor             | 40   | 30 | 11 | 7  | 12 | 35 | 35 | 0    |                                                |
| 10   | Gimnàstic de Manresa   | 35   | 30 | 10 | 5  | 15 | 25 | 38 | −13  |                                                |
| 11   | Gimnàstic de Tarragona | 34   | 30 | 9  | 7  | 14 | 29 | 42 | −13  |                                                |
| 12   | Lleida Esportiu        | 30   | 30 | 8  | 6  | 16 | 31 | 59 | −28  |                                                |
| 13   | UE Sant Andreu         | 27   | 30 | 7  | 6  | 17 | 31 | 55 | −24  | Descendido a Liga Nacional 2018-19             |
| 14   | CF Damm                | 22   | 30 | 6  | 4  | 20 | 36 | 60 | −24  | Descendido a Liga Nacional 2018-19             |
| 15   | Unificació Bellvitge   | 18   | 30 | 3  | 9  | 18 | 24 | 50 | −26  | Descendido a Liga Nacional 2018-19             |
| 16   | SCR Peña Deportiva     | 14   | 30 | 4  | 2  | 24 | 17 | 81 | −64  | Descendido a Liga Nacional 2018-19             |

Actualizado a los partidos jugados el Finalizado.
 Fuente: 
Criterios de clasificación: Puntos · Enfrentamientos directos · Diferencia de goles · Goles a favor · Puntos fair-play · Play-off.

### Grupo IV
| Pos. | Equipo                 | Pts. | PJ | G  | E | P  | GF | GC | Dif. | Clasificación 2017-18                          |
| ---- | ---------------------- | ---- | -- | -- | - | -- | -- | -- | ---- | ---------------------------------------------- |
| 1    | Málaga CF              | 72   | 30 | 23 | 3 | 4  | 86 | 27 | +59  | Clasificado a Copa de Campeones y Copa del Rey |
| 2    | Real Betis             | 70   | 30 | 23 | 1 | 6  | 61 | 27 | +34  | Clasificado a Copa del Rey 2018                |
| 3    | CD San Félix           | 69   | 30 | 20 | 9 | 1  | 65 | 19 | +46  | Clasificado a Copa del Rey 2018                |
| 4    | Sevilla FC             | 68   | 30 | 21 | 5 | 4  | 59 | 21 | +38  |                                                |
| 5    | Granada CF             | 59   | 30 | 18 | 5 | 7  | 71 | 31 | +40  |                                                |
| 6    | UD Almería             | 48   | 30 | 14 | 6 | 10 | 50 | 38 | +12  |                                                |
| 7    | Córdoba CF             | 47   | 30 | 14 | 5 | 11 | 44 | 35 | +9   |                                                |
| 8    | UD Tomares             | 36   | 30 | 10 | 6 | 14 | 40 | 47 | −7   |                                                |
| 9    | Cádiz CF               | 33   | 30 | 9  | 6 | 15 | 35 | 44 | −9   |                                                |
| 10   | UCD La Cañada Atlético | 31   | 30 | 8  | 7 | 15 | 30 | 49 | −19  |                                                |
| 11   | CD 26 de Febrero       | 30   | 30 | 8  | 6 | 16 | 42 | 75 | −33  |                                                |
| 12   | Recreativo de Huelva   | 27   | 30 | 6  | 9 | 15 | 25 | 41 | −16  |                                                |
| 13   | AD Nervión             | 27   | 30 | 8  | 3 | 19 | 30 | 71 | −41  | Descendido a Liga Nacional 2018-19             |
| 14   | ADP Sevilla Este       | 24   | 30 | 7  | 3 | 20 | 30 | 67 | −37  | Descendido a Liga Nacional 2018-19             |
| 15   | Atlético Sanluqueño    | 22   | 30 | 6  | 4 | 20 | 25 | 66 | −41  | Descendido a Liga Nacional 2018-19             |
| 16   | Antequera CF           | 15   | 30 | 3  | 6 | 21 | 28 | 63 | −35  | Descendido a Liga Nacional 2018-19             |

Actualizado a los partidos jugados el Finalizado.
 Fuente: 
Criterios de clasificación: Puntos · Enfrentamientos directos · Diferencia de goles · Goles a favor · Puntos fair-play · Play-off.

### Grupo V
| Pos. | Equipo                   | Pts. | PJ | G  | E  | P  | GF  | GC | Dif. | Clasificación 2017-18                          |
| ---- | ------------------------ | ---- | -- | -- | -- | -- | --- | -- | ---- | ---------------------------------------------- |
| 1    | Atlético de Madrid       | 78   | 30 | 25 | 3  | 2  | 106 | 22 | +84  | Clasificado a Copa de Campeones y Copa del Rey |
| 2    | Rayo Vallecano           | 76   | 30 | 24 | 4  | 2  | 72  | 23 | +49  | Clasificado a Copa del Rey 2018                |
| 3    | Real Madrid CF           | 74   | 30 | 23 | 5  | 2  | 86  | 20 | +66  | Clasificado a Copa del Rey 2018                |
| 4    | Real Valladolid          | 50   | 30 | 15 | 5  | 10 | 76  | 34 | +42  |                                                |
| 5    | Getafe CF                | 48   | 30 | 14 | 6  | 10 | 53  | 38 | +15  |                                                |
| 6    | CF Rayo Majadahonda      | 48   | 30 | 15 | 3  | 12 | 50  | 53 | −3   |                                                |
| 7    | Aravaca CF               | 42   | 30 | 12 | 6  | 12 | 47  | 49 | −2   |                                                |
| 8    | CD Diocesano             | 38   | 30 | 11 | 5  | 14 | 51  | 51 | 0    |                                                |
| 9    | CD Leganés               | 38   | 30 | 11 | 5  | 14 | 47  | 56 | −9   |                                                |
| 10   | UD Santa Marta de Tormes | 36   | 30 | 8  | 12 | 10 | 31  | 38 | −7   |                                                |
| 11   | AD Unión Adarve          | 32   | 30 | 8  | 8  | 14 | 29  | 50 | −21  |                                                |
| 12   | CP Almendralejo          | 30   | 30 | 8  | 6  | 16 | 31  | 73 | −42  |                                                |
| 13   | Alcobendas CF            | 28   | 30 | 7  | 7  | 16 | 29  | 60 | −31  | Descendido a Liga Nacional 2018-19             |
| 14   | CD Colegios Diocesanos   | 27   | 30 | 7  | 6  | 17 | 28  | 57 | −29  | Descendido a Liga Nacional 2018-19             |
| 15   | Atlético Casarrubuelos   | 18   | 30 | 4  | 6  | 20 | 22  | 66 | −44  | Descendido a Liga Nacional 2018-19             |
| 16   | CD Fútbol Peña           | 12   | 30 | 3  | 3  | 24 | 21  | 89 | −68  | Descendido a Liga Nacional 2018-19             |

Actualizado a los partidos jugados el Finalizado.
 Fuente: 
Criterios de clasificación: Puntos · Enfrentamientos directos · Diferencia de goles · Goles a favor · Puntos fair-play · Play-off.

### Grupo VI
| Pos. | Equipo                  | Pts. | PJ | G  | E  | P  | GF | GC | Dif. | Clasificación 2017-18                          |
| ---- | ----------------------- | ---- | -- | -- | -- | -- | -- | -- | ---- | ---------------------------------------------- |
| 1    | UD Las Palmas           | 85   | 30 | 28 | 1  | 1  | 89 | 13 | +76  | Clasificado a Copa de Campeones y Copa del Rey |
| 2    | CD Tenerife             | 83   | 30 | 27 | 2  | 1  | 93 | 16 | +77  | Clasificado a Copa de Campeones y Copa del Rey |
| 3    | SD San José             | 47   | 30 | 14 | 5  | 11 | 52 | 39 | +13  |                                                |
| 4    | Estrella CF             | 46   | 30 | 13 | 7  | 10 | 50 | 45 | +5   |                                                |
| 5    | CD Laguna               | 43   | 30 | 11 | 10 | 9  | 54 | 47 | +7   |                                                |
| 6    | CD Sobradillo           | 43   | 30 | 11 | 10 | 9  | 40 | 35 | +5   |                                                |
| 7    | CD Orientación Marítima | 40   | 30 | 9  | 13 | 8  | 39 | 31 | +8   |                                                |
| 8    | Acodetti CF             | 38   | 30 | 9  | 11 | 10 | 41 | 47 | −6   |                                                |
| 9    | Arucas CF               | 38   | 30 | 11 | 5  | 14 | 41 | 53 | −12  |                                                |
| 10   | UD Guía                 | 36   | 30 | 10 | 6  | 14 | 41 | 43 | −2   |                                                |
| 11   | RC Victoria             | 35   | 30 | 9  | 8  | 13 | 40 | 65 | −25  |                                                |
| 12   | UD Longuera-Toscal      | 33   | 30 | 9  | 6  | 15 | 45 | 64 | −19  |                                                |
| 13   | AD Huracán              | 30   | 30 | 6  | 12 | 12 | 40 | 53 | −13  | Descendido a Liga Nacional 2018-19             |
| 14   | CF Juventud Laguna      | 26   | 30 | 7  | 5  | 18 | 31 | 50 | −19  | Descendido a Liga Nacional 2018-19             |
| 15   | SD Tenisca              | 23   | 30 | 5  | 8  | 17 | 28 | 68 | −40  | Descendido a Liga Nacional 2018-19             |
| 16   | UD Playas de Sotavento  | 17   | 30 | 4  | 5  | 21 | 27 | 82 | −55  | Descendido a Liga Nacional 2018-19             |

Actualizado a los partidos jugados el Finalizado.
 Fuente: 
Criterios de clasificación: Puntos · Enfrentamientos directos · Diferencia de goles · Goles a favor · Puntos fair-play · Play-off.

### Grupo VII
| Pos. | Equipo             | Pts. | PJ | G  | E  | P  | GF | GC | Dif. | Clasificación 2017-18                          |
| ---- | ------------------ | ---- | -- | -- | -- | -- | -- | -- | ---- | ---------------------------------------------- |
| 1    | Atlético Madrileño | 61   | 30 | 18 | 7  | 5  | 57 | 27 | +30  | Clasificado a Copa de Campeones y Copa del Rey |
| 2    | Valencia CF        | 58   | 30 | 18 | 4  | 8  | 56 | 34 | +22  | Clasificado a Copa del Rey 2018                |
| 3    | Villarreal CF      | 56   | 30 | 16 | 8  | 6  | 70 | 36 | +34  |                                                |
| 4    | CD Roda            | 56   | 30 | 17 | 5  | 8  | 64 | 40 | +24  |                                                |
| 5    | Real Murcia        | 45   | 30 | 12 | 9  | 9  | 51 | 42 | +9   |                                                |
| 6    | Albacete Balompié  | 44   | 30 | 11 | 11 | 8  | 36 | 26 | +10  |                                                |
| 7    | CF Torre Levante   | 43   | 30 | 11 | 10 | 9  | 37 | 38 | −1   |                                                |
| 8    | Levante UD         | 36   | 30 | 7  | 15 | 8  | 36 | 30 | +6   |                                                |
| 9    | Ranero CF          | 36   | 30 | 9  | 9  | 12 | 25 | 37 | −12  |                                                |
| 10   | Elche CF           | 35   | 30 | 8  | 11 | 11 | 32 | 37 | −5   |                                                |
| 11   | Alboraya UD        | 33   | 30 | 8  | 9  | 13 | 29 | 45 | −16  |                                                |
| 12   | Kelme CF           | 32   | 30 | 7  | 11 | 12 | 23 | 30 | −7   |                                                |
| 13   | Hércules CF        | 32   | 30 | 7  | 11 | 12 | 30 | 43 | −13  | Descendido a Liga Nacional 2018-19             |
| 14   | CD Toledo          | 30   | 30 | 8  | 6  | 16 | 27 | 55 | −28  | Descendido a Liga Nacional 2018-19             |
| 15   | EF Torre Pacheco   | 26   | 30 | 6  | 8  | 16 | 31 | 60 | −29  | Descendido a Liga Nacional 2018-19             |
| 16   | UCAM Murcia CF     | 24   | 30 | 4  | 12 | 14 | 24 | 48 | −24  | Descendido a Liga Nacional 2018-19             |

Actualizado a los partidos jugados el Finalizado.
 Fuente: 
Criterios de clasificación: Puntos · Enfrentamientos directos · Diferencia de goles · Goles a favor · Puntos fair-play · Play-off.

### Clasificación de los segundos
| Pos. | Equipo              | Pts. | PJ | G  | E | P | GF | GC | Dif. | Clasificación 2017-18                          |
| ---- | ------------------- | ---- | -- | -- | - | - | -- | -- | ---- | ---------------------------------------------- |
| 1    | CD Tenerife         | 83   | 30 | 27 | 2 | 1 | 93 | 16 | +77  | Clasificado a Copa de Campeones y Copa del Rey |
| 2    | Rayo Vallecano      | 76   | 30 | 24 | 4 | 2 | 72 | 23 | +49  |                                                |
| 3    | Real Betis          | 70   | 30 | 23 | 1 | 6 | 61 | 27 | +34  |                                                |
| 4    | Deportivo La Coruña | 68   | 30 | 21 | 5 | 4 | 83 | 22 | +61  |                                                |
| 5    | Real Sociedad       | 67   | 30 | 21 | 4 | 5 | 79 | 37 | +42  |                                                |
| 6    | Real Zaragoza       | 66   | 30 | 21 | 3 | 6 | 66 | 28 | +38  |                                                |
| 7    | Valencia CF         | 58   | 30 | 18 | 4 | 8 | 56 | 34 | +22  |                                                |

Actualizado a los partidos jugados el Finalizado.
 Fuente: 
Criterios de clasificación: Puntos · Enfrentamientos directos · Diferencia de goles · Goles a favor · Puntos fair-play · Play-off.

### Clasificación de los terceros
| Pos. | Equipo           | Pts. | PJ | G  | E | P  | GF | GC | Dif. | Clasificación 2017-18           |
| ---- | ---------------- | ---- | -- | -- | - | -- | -- | -- | ---- | ------------------------------- |
| 1    | Real Madrid CF   | 74   | 30 | 23 | 5 | 2  | 86 | 20 | +66  | Clasificado a Copa del Rey 2018 |
| 2    | CD San Félix     | 69   | 30 | 20 | 9 | 1  | 65 | 19 | +46  | Clasificado a Copa del Rey 2018 |
| 3    | Celta de Vigo    | 65   | 30 | 19 | 8 | 3  | 70 | 33 | +37  |                                 |
| 4    | RCD Mallorca     | 63   | 30 | 20 | 3 | 7  | 59 | 29 | +30  |                                 |
| 5    | Deportivo Alavés | 58   | 30 | 17 | 7 | 6  | 79 | 38 | +41  |                                 |
| 6    | Villarreal CF    | 56   | 30 | 16 | 8 | 6  | 70 | 36 | +34  |                                 |
| 7    | SD San José      | 47   | 30 | 14 | 5 | 11 | 52 | 39 | +13  |                                 |

Actualizado a los partidos jugados el Finalizado.
 Fuente: 
Criterios de clasificación: Puntos · Enfrentamientos directos · Diferencia de goles · Goles a favor · Puntos fair-play · Play-off.

## Copa de Campeones 2018
La Copa de Campeones 2018 fue la 24.ª edición de la Copa de Campeones de División de Honor Juvenil que decidió al campeón absoluto de los torneos sub-19 de España. El campeonato inició el 30 de abril de 2018 y finalizó el 5 de mayo de 2018.
El sorteo de los emparejamientos fue realizado el 10 de abril de 2018, en donde se reveló que el torneo se iba a llevar a cabo en Ciudad Real, de la provincia de La Mancha.

### Sistema de competición
Esta edición del torneo, participaron ocho equipos: los siete campeones de grupo de la División de Honor Juvenil, más el U. D. Tenerife como mejor segundo clasificado. Se disputó íntegramente por el sistema de eliminación directa tanto para cuartos de final, semifinales y la final.

### Eliminatorias
|  | Cuartos de final    | Cuartos de final    |                    |                   | Semifinales       | Semifinales       |  |                   | Final             | Final             |  |
|  | 30 de abril de 2018 | 30 de abril de 2018 |                    |                   | 2 de mayo de 2018 | 2 de mayo de 2018 |  |                   | 5 de mayo de 2018 | 5 de mayo de 2018 |  |
|  |                     |                     |                    |                   |                   |                   |  |                   |                   |                   |  |
|  |                     |                     |                    |                   |                   |                   |  |                   |                   |                   |  |
|  | Sporting de Gijón   | 3                   |                    |                   |                   |                   |  |                   |                   |                   |  |
|  | Sporting de Gijón   | 3                   |                    |                   |                   |                   |  |                   |                   |                   |  |
|  | U. D. Las Palmas    | 0                   |                    |                   |                   |                   |  |                   |                   |                   |  |
|  | U. D. Las Palmas    | 0                   |                    | Sporting de Gijón | 2                 |                   |  |                   |                   |                   |  |
|  |                     |                     |                    | Sporting de Gijón | 2                 |                   |  |                   |                   |                   |  |
|  |                     |                     | F. C. Barcelona    | 1                 |                   |                   |  |                   |                   |                   |  |
|  | Málaga C. F.        | 0                   | F. C. Barcelona    | 1                 |                   |                   |  |                   |                   |                   |  |
|  | Málaga C. F.        | 0                   |                    |                   |                   |                   |  |                   |                   |                   |  |
|  | F. C. Barcelona     | 4                   |                    |                   |                   |                   |  |                   |                   |                   |  |
|  | F. C. Barcelona     | 4                   |                    |                   |                   |                   |  | Sporting de Gijón | 1                 |                   |  |
|  |                     |                     |                    |                   |                   |                   |  | Sporting de Gijón | 1                 |                   |  |
|  |                     |                     | Atlético de Madrid | 3                 |                   |                   |  |                   |                   |                   |  |
|  | U. D. Tenerife      | 1                   | Atlético de Madrid | 3                 |                   |                   |  |                   |                   |                   |  |
|  | U. D. Tenerife      | 1                   |                    |                   |                   |                   |  |                   |                   |                   |  |
|  | Athletic Club       | 0                   |                    |                   |                   |                   |  |                   |                   |                   |  |
|  | Athletic Club       | 0                   |                    | U. D. Tenerife    | 0                 |                   |  |                   |                   |                   |  |
|  |                     |                     |                    | U. D. Tenerife    | 0                 |                   |  |                   |                   |                   |  |
|  |                     |                     | Atlético de Madrid | 1                 |                   |                   |  |                   |                   |                   |  |
|  | Atlético de Madrid  | 4                   | Atlético de Madrid | 1                 |                   |                   |  |                   |                   |                   |  |
|  | Atlético de Madrid  | 4                   |                    |                   |                   |                   |  |                   |                   |                   |  |
|  | Atlético Madrileño  | 0                   |                    |                   |                   |                   |  |                   |                   |                   |  |
|  | Atlético Madrileño  | 0                   |                    |                   |                   |                   |  |                   |                   |                   |  |
|  |                     |                     |                    |                   |                   |                   |  |                   |                   |                   |  |

### Cuartos de final
| 30 de abril de 2018 | Sporting de Gijón                                                 | 3:0 (1:0) | U. D. Las Palmas | Ciudad Deportiva Sur, Ciudad Real |                                   |
| 16:00 HEC           | - Daniel Sandoval 33' - Pelayo Morilla 47' - Juanma Rodríguez 59' | Reporte   |                  | Árbitro(s): Luis Montero de Lerma | Árbitro(s): Luis Montero de Lerma |

| 30 de abril de 2018 | U. D. Tenerife      | 1:0 (0:0) | Athletic Club | Ciudad de Puertollano, Puertollano |                                |
| 18:00 HEC           | - Borja Llanera 89' | Reporte   |               | Árbitro(s): Luis Collado López     | Árbitro(s): Luis Collado López |

| 30 de abril de 2018 | Málaga C. F. | 0:4 (0:0) | F. C. Barcelona                                                                 | Ciudad Deportiva Sur, Ciudad Real |                                   |
| 19:00 HEC           |              | Reporte   | - Álex Collado 48' - Riqui Puig 52' - Guillem Jaime 65' - Alejandro Marqués 75' | Árbitro(s): Javier Alberola Rojas | Árbitro(s): Javier Alberola Rojas |

| 30 de abril de 2018 | Atlético de Madrid                                     | 4:0 (2:0) | Atlético Madrileño | Ciudad de Puertollano, Puertollano    |                                       |
| 21:00 HEC           | - Montero 15' - Garcés 23' - Escudero 56' - Salido 90' | Reporte   |                    | Árbitro(s): David Cambronero Gonzalez | Árbitro(s): David Cambronero Gonzalez |

### Semifinales
| 2 de mayo de 2018 | Sporting de Gijón                         | 2:1 (1:0) | F. C. Barcelona         | Estadio Rey Juan Carlos I, Ciudad Real |                                  |
| 17:00 HEC         | - Daniel Sandoval 9' - Pablo Ferreiro 81' | Reporte   | - Alejandro Marqués 64' | Árbitro(s): Rubén Ruipérez Marín       | Árbitro(s): Rubén Ruipérez Marín |

| 2 de mayo de 2018 | U. D. Tenerife | 0:1 (0:0) | Atlético de Madrid    | Ciudad de Puertollano, Puertollano |                                    |
| 20:00 HEC         |                | Reporte   | - Navarro 48' (penal) | Árbitro(s): Ricardo Escudero Marín | Árbitro(s): Ricardo Escudero Marín |

### Final
La final reunió al Sporting de Gijón que había perdido su última final en 2003-04; y por otra parte al Atlético de Madrid, que no había llegado a tal instancia en más de 16 años.
| 11 de mayo de 2018 | Sporting de Gijón     | 1:3 (0:1) | Atlético de Madrid                                          | Estadio Rey Juan Carlos I, Ciudad Real  |                                         |
| 12:00 HEC          | - Daniel Sandoval 62' | Reporte   | - Borja Garcés 33' - Andy Escudero 52' - Óscar Clemente 72' | Árbitro(s): Dámaso Arcediano Monescillo | Árbitro(s): Dámaso Arcediano Monescillo |

El Atlético de Madrid conquistó su segundo título nacional luego de 16 años.
|                            |
| Campeón Atlético de Madrid |
| 2.º título                 |